# Związek Miast i Gmin Dorzecza Parsęty
Związek Miast i Gmin Dorzecza Parsęty  (ang. Union of Towns and Communes of the Parsęta River Basin) – związek międzygminny utworzony w czerwcu 1992 roku. Zrzesza 20 gmin, w tym 2 miejskie, 5 miejsko-wiejskich i 13 wiejskich.
W 2013 r. wydatki budżetu związku wynosiły 32,1 mln zł, a dochody budżetu 42,2 mln zł. Zadłużenie na koniec 2013 r. wynosiło 1,2 mln zł. Największe środki z budżetu związku przeznacza się na gospodarkę komunalną i ochronę środowiska (w 2013 r. – 86,5% wydatków).

## Cele związku
Celami związku jest:
- wspólna polityka ekologiczna gmin
- promocja gmin
- pozyskiwanie funduszy na inwestycje
- budowa oraz pomoc w budowie i modernizacji oczyszczalni ścieków i urządzeń kanalizacyjnych;
- podejmowanie wspólnych przedsięwzięć w zakresie ochrony wód, ziemi, powietrza i krajobrazu jako podstawy dla rozwoju rekreacji oraz turystyki;
- koordynacja działań z zakresu ochrony przyrody i ochrony różnorodności biologicznej;
- ukierunkowywanie rozwoju gospodarczego terenu w oparciu o naturalne walory przyrodnicze i środowiskowe z jednoczesną dbałością o zachowanie naturalnych ekosystemów;
- edukacja ekologiczna.

Ponadto związek zajmuje się przygotowywaniem dokumentacji technicznych na zagospodarowanie wód dorzecza Parsęty i rozwiązaniem problemów gospodarki wodno-ściekowej oraz opracowywaniem wniosków do różnych funduszy i fundacji o przyznanie środków finansowych na realizację swoich celów statutowych.

## Miasta i gminy związku
Do związku należą:
- gminy miejskie: Kołobrzeg, Białogard, Szczecinek
- gminy miejsko-wiejskie: Barwice, Biały Bór, Bobolice, Borne Sulinowo, Gościno, Karlino, Połczyn-Zdrój,
- gminy wiejskie: Białogard, Biesiekierz, Dygowo, Grzmiąca, Gmina Kołobrzeg, Rąbino, Rymań, Siemyśl, Sławoborze, Szczecinek, Tychowo, Ustronie Morskie

## Historia
Pierwszym programem realizowanym przez Związek była Gospodarka Wodami Parsęty. Rozpoczęty został w roku 1994, a miał na celu budowę kanalizacji sanitarnych i oczyszczalni. Na jego realizacje związek pozyskał środki z funduszu Phare. Wybudowano wówczas kanalizację sanitarną w Barwicach, oczyszczalnię ścieków w Grzmiącej, oraz podłączono pięć miejscowości gminy Karlino do sieci kanalizacyjnej i zmodernizowano oczyszczalnię ścieków w Karlinie, Białogardzie i Barwicach. Koszt inwestycji sięgnął wówczas 10 milionów złotych. W późniejszym czasie Związek opracował tzw. Master Plan czyli Strategię Rozwoju Zrównoważonego Gmin Dorzecza Parsęty. Program wprowadził w życie Agendę 21, opracowując przy tym standardy działania w zakresie ochrony środowiska w dorzeczu Parsęty. Plan miał pełnić zadanie dokumentu strategicznego określającego asady realizacji polityki ekorozwoju na terenie dorzecza, uwzględniając jednocześnie uwarunkowania społeczne, gospodarcze i przyrodnicze gmin, oraz potencjał regionu.

## Programy zrealizowane
Do programów realizowanych przez związek zalicza się :
- Zagospodarowanie turystyczne obszarów cennych przyrodniczo w Dorzeczu Parsęty,
- AGORA – Sieć Zrównoważonego Rozwoju Turystyki w Regionie Morza Bałtyckiego,
- "Śladami historii w Dorzeczu Parsęty" – rozwój transgranicznej oferty,
- Opracowanie Subregionalnego Programu Rewitalizacji Miast, Gmin i Powiatów Dorzecza Parsęty na bazie Polsko-Niemieckiego Markowego Produktu Turystycznego Szlak „Solny”,
- Centrum Obsługi i Doradztwa dla Małych i Średnich Przedsiębiorstw,
- Wspieranie działań i placówek na terenie Związku Miast i Gmin Dorzecza Parsęty w celu rozwoju współpracy polsko niemieckiej,
- Wrota Parsęty. wrota.parseta.pl. [zarchiwizowane z tego adresu (2010-07-09)]. – usługi i infrastruktura społeczeństwa informacyjnego na terenie dorzecza Parsęty,
- Salmon,
- ISPA
- gospodarka wodna Parsęty, zrównoważony rozwój gmin dorzecza Parsęty, program gazyfikacji,